# 诺顿穹顶

诺顿穹顶的横截面，其中和的单位为

诺顿穹顶（英語：Norton's dome）是一个思想实验，它展示了在牛顿力学框架内存在一个非决定论的系统。它由约翰·丹尼尔·诺顿于2003年提出，是桑贾伊·巴特和丹尼斯·伯恩斯坦在1997年给出的一类更一般示例的一个特殊极限情形。诺顿穹顶可以被视为一个物理学、数学和哲学问题。

## 描述
该模型包括一个理想化的质点，其最初静置于一个理想化的、径向对称且无摩擦的穹顶顶点上。穹顶的形状由以下方程描述：
{\displaystyle h={\frac {2b^{2}}{3g}}r^{3/2},\quad 0\leq r<{\frac {g^{2}}{b^{4}}}}
其中，{\displaystyle h}表示从圆顶顶点到圆顶上某一点的垂直位移，{\displaystyle r}是从顶点到该点的测地距离（换句话说，即在圆顶表面上“刻画”的径向坐标{\displaystyle r}），{\displaystyle g}是重力加速度，{\displaystyle b}是比例常数。
根据牛顿第二定律，位于无摩擦表面上的质点，其切向加速度分量为{\displaystyle a_{\parallel }=b^{2}{\sqrt {r}}}，由此可得该质点的运动方程：
{\displaystyle {\ddot {r}}=b^{2}{\sqrt {r}}.}

### 运动方程的解
诺顿指出，这个方程存在两类数学解。第一类中，质点会永远停留在圆顶顶点上，其解为：
{\displaystyle r(t)=0.}
第二类中，质点会在圆顶顶点停留一段时间，然后在任意时刻{\displaystyle T}之后，开始沿任意方向滑下圆顶。其解为：
{\displaystyle r(t)={\begin{cases}0&t\leq T,\\[4pt]{\frac {1}{144}}[b(t-T)]^{4}&t>T.\end{cases}}}
重要的是，这两种情况都是以下初值问题的解：
{\displaystyle {\ddot {r}}=b^{2}{\sqrt {r}},\quad r(0)=0,\quad {\dot {r}}(0)=0.}
因此，在牛顿力学框架下，这个问题的解是不确定的。换句话说，在相同的初始条件下，质点可能会有多种不同的运动轨迹。这一悖论表明，牛顿力学体系中可能存在非决定性。
要验证这些运动方程在物理上都是可能的解，可以利用牛顿力学的时间可逆性。我们可以设想将一个小球沿圆顶滚上去，使它在有限时间内到达顶点，并且在到达时动能为零，从而停在那里。根据时间反演原理，小球在顶点停留一段时间后再沿任意方向滚下，也同样是一个有效的解。
然而，将同样的推理应用于常见类型的圆顶（例如半球面）时就行不通了，因为如果小球以恰好能到达顶点并停在那里的能量发射，它实际上需要无限的时间才能到达顶点。
需要注意的是，在第二种情况下，质点似乎是在没有任何原因、也没有受到来自其他物体的径向力的情况下开始运动的，这显然违背了物理直觉和通常的因果概念。然而，这种运动依然完全符合牛顿运动定律的数学形式，因此不能被排除为不符合物理规律的情况。

## 悖论的可能解决
尽管诺顿的这一思想实验受到了许多批评，例如认为它违反了利普希茨连续性原理（牛顿第二定律中出现的力并不是质点轨迹的利普希茨连续函数——这使得可以绕过常微分方程解的局部唯一性定理）、违反了物理对称性原理，或者在某种意义上“不符合物理”，但批评者之间对于为何认为它无效并没有形成一致意见。